# Scissor Sisters (album)
Albums de Scissor Sisters
Ta-Dah
(2006)
Scissor Sisters est le premier album du groupe éponyme, sorti en 2004 chez Polydor.

## Liste des chansons
| No  | Titre                        | Durée |
| --- | ---------------------------- | ----- |
| 1.  | Laura                        |       |
| 2.  | Take Your Mama               |       |
| 3.  | Comfortably Numb             |       |
| 4.  | Mary                         |       |
| 5.  | Lovers in the Backseat       |       |
| 6.  | Tits on the Radio            |       |
| 7.  | Filthy/Gorgeous              |       |
| 8.  | Music is the Victim          |       |
| 9.  | Better Luck                  |       |
| 10. | It Can’t Come Quickly Enough |       |
| 11. | Return to Oz                 |       |